# Journal d’une bourgeoise pendant la révolution
Das Journal d'une bourgeoise pendant la révolution (französisch, deutsch: „Tagebuch einer Bürgerin während der Revolution“) ist eine Sammlung von schriftlichen Aufzeichnungen von Rosalie Jullien, genannt Madame Jullien – der Frau von Marc-Antoine Jullien – an ihren Ehemann und ihren Sohn größtenteils aus den Jahren 1791–1793 zur Zeit der Französischen Revolution.
Madame Jullien war eine gebildete Dame aus der Dauphiné, die um der Erziehung ihres Sohnes willen nach Paris ging und von dort an ihren zum stellvertretenden Abgeordneten zur Gesetzgebenden Versammlung gewählten Ehemann berichtete. Später schrieb sie – als ihr Sohn in England und in einer politischen Mission in Toulouse war und ihr Ehemann als Mitglied des Konvents in Paris – an ihren Sohn.
Es enthält über die laufenden Ereignisse den berühmten Satz aus ihrem Brief an ihren Sohn vom 2. August 1791:

„Mon pauvre ami, les loups ont toujours mangé les moutons, les moutons mangeront-ils les loups?
(dt. Mein armer Freund, die Wölfe haben immer die Schafe gefressen; werden die Schafe (diesmal) die Wölfe fressen?)“

Das Journal wurde von Édouard Lockroy herausgegeben und erschien bei Calmann Lévy (Paris 1881).
Peter Kropotkin (1842–1921) hebt in seinem Werk Die Große Revolution 1789–1793 dessen Bedeutung hervor: „Si les lettres de madame Jullien peuvent être incorrectes dans tel petit détail, elles sont précieuses pour cette période parce qu’elles nous disent précisément ce que Paris révolutionnaire se disait ou pensait tel ou tel jour.“ (dt. Wenn auch die Briefe von Madame Jullien in kleinen Details fehlerhaft sein können, so sind sie doch wertvoll, was diesen Zeitabschnitt betrifft, weil sie uns speziell davon berichten, was in Paris zur Zeit der Revolution an diesem oder jenen Tag gesagt oder gedacht wurde.)